# Bernd Pickel
Bernd Pickel (* 4. März 1959 in Nürnberg) ist ein deutscher Jurist und war von 2015 bis 2024 Präsident des Kammergerichts in Berlin.

## Leben
Pickel wuchs in Berlin auf und machte dort sein Abitur. Er legte 1987 die Zweite Juristische Staatsprüfung ab und war anschließend als Richter beim Landgericht Berlin und beim Amtsgericht Schöneberg tätig. Im Dezember 1992 wurde er an das Kammergericht abgeordnet. 1994 wurde er zum Richter am Kammergericht, 1999 zum Vizepräsidenten des Kammergerichts ernannt.
Ab dem 1. September 2005 war der promovierte Jurist Präsident des Landgerichts Berlin. Am 4. Dezember 2015 überreichte der Berliner Justizsenator Thomas Heilmann Pickel die Ernennungsurkunde zum Präsidenten des Kammergerichts. Ende März 2024 trat Pickel in den Ruhestand ein. Die Senatorin für Justiz und Verbraucherschutz Felor Badenberg ehrte ihn in ihrer Ansprache mit den Worten: „Bernd Pickel hat die Berliner Justiz über viele Jahre geprägt. Er war jederzeit nahbar und ansprechbar für Kolleginnen und Kollegen, Mitarbeiterinnen und Mitarbeiter und Bürgerinnen und Bürger. Mit Bernd Pickel geht eine ganz besondere Richterpersönlichkeit in den wohlverdienten Ruhestand.“